# 섭입

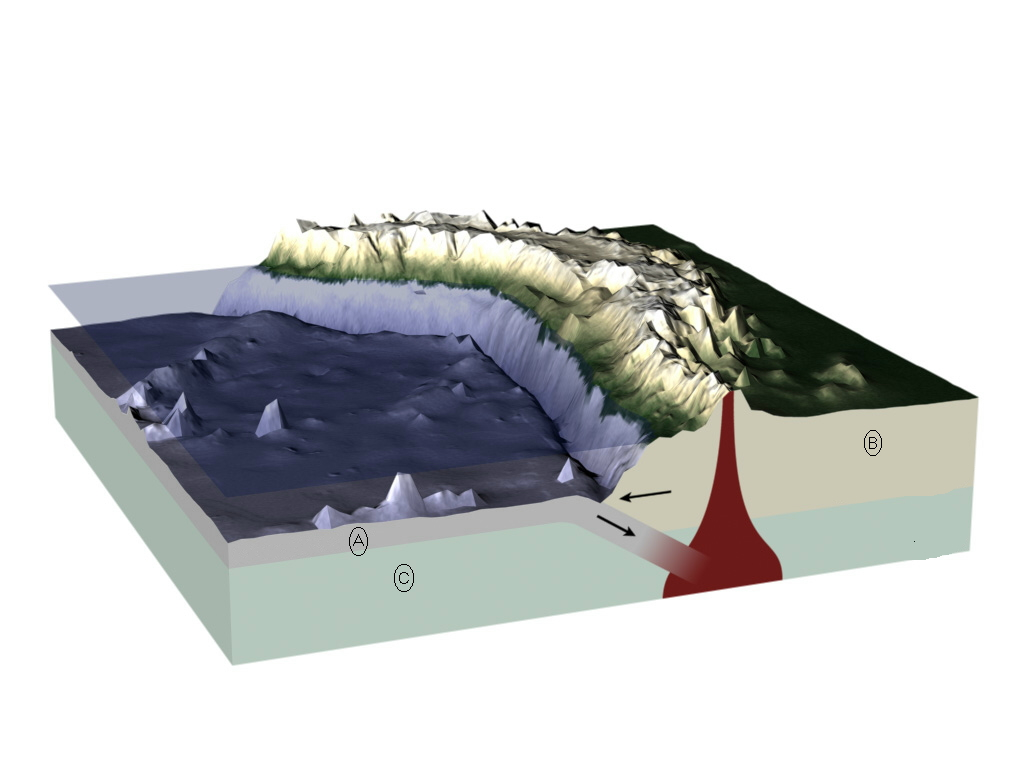
해양판(A)과 대륙판(B)이 만나면 해양판이 대륙판 밑으로 섭입하게 된다.

섭입(攝入)은 암권의 판과 판이 서로 충돌하여 한 판이 다른 판의 밑으로 들어가는 현상을 말하며, 해구 아래에서 일어난다. 들어가는 판의 위쪽 면을 따라 지진이 활발하게 일어난다.

## 같이 보기
- 판 구조론
- 해구
- 조산 운동